# L'Étoile du marin
L’Étoile du marin ou Tous les marins ont une étoile est une chanson créée par Gaston Dona. Les paroles sont d'Ernest Dumont et la musique de Ferdinand-Louis Bénech.

## Contexte et analyse
Les interprètes successifs ayant enregistré la chanson ont respecté le texte mais la tradition orale et la recopie des paroles sur des cahiers de chansons et depuis les années 1990 sur internet ont modifié le texte.
Jean-Claude Klein précise pour les éditions Bénech que « de 1912 à 1926, cette usine à chansons produisit seize chansons comptant parmi les œuvres ayant rapporté des droits importants à la SACEM ». L’Étoile du marin fait partie de ces chansons.
Le texte de cette chanson sert de fil rouge dans le roman de Jean Genet, Querelle de Brest.

## Interprètes
- Dona
- Louis Lynel
- Annie Flore